# بنارويه
بنارويه (بالفارسية: بنارويه) هي مدينة تقع في إيران في ناحية بنارويه. يقدر عدد سكانها بـ 9,318 نسمة .